# Districtul Bistriței

Districtul Bistriței în secolul al XV-lea

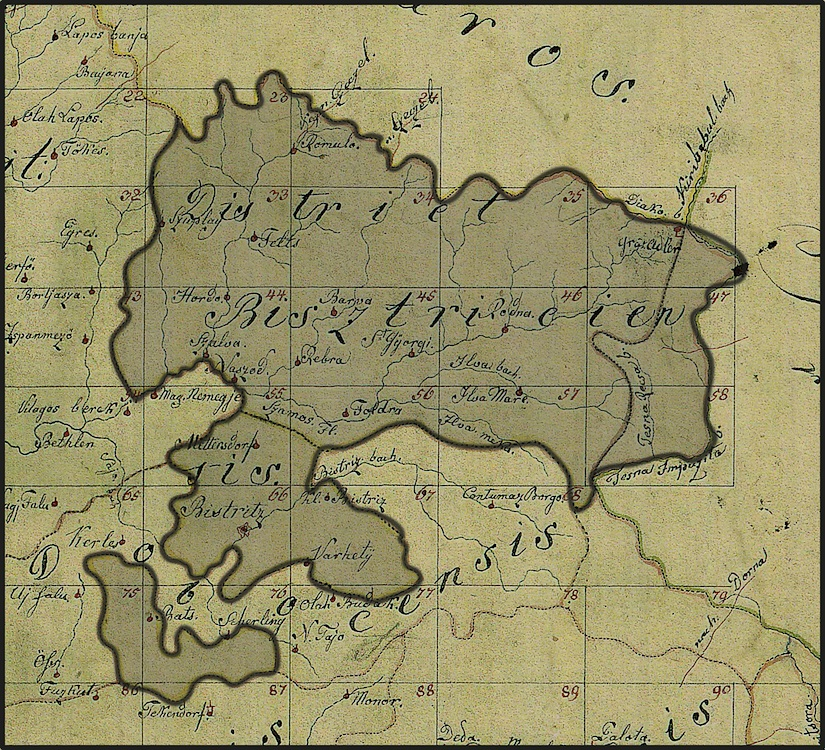
Districtul Bistriței în jurul anului 1770

Districtul Bistriței (în germană Bistritzer Distrikt, în maghiară Beszterce vidék) a căpătat în 1366 privilegii similare cu cele acordate celor Șapte scaune sǎsești prin Diploma andreană. Ulterior, Districtul Bistriței a fost înglobat în Universitatea Săsească, care mai cuprindea, pe lângă cele Șapte scaune, și cele Două Scaune, Mediaș și Șeica, precum și Districtul Brașov.

## Domenii aparținătoare
Districtul săsesc al Bistriței (în germană Bistritzer sächsischer Distrikt, în maghiară Beszterce vidék) avea în componență următoarele localități:
- Albeștii Bistriței în germană Weisskirch/Alba Ecclesia, în maghiară Kisfeheregyhaz.
- Bistrița în germană Bistritz, în maghiară Beszterce.
- Budacu de Jos în germană Deutsch-Budak, în maghiară Szászbudak.
- Crainimăt în germană Baierdorf, în maghiară Királynémeti,.
- Dipșa în germană Dürrbach, în maghiară Dipse.
- Dorolea în germană Kleinbistritz, în maghiară Asszu-Beszterce.
- Dumitra în germană Mettersdorf, în maghiară Nagydemeter.
- Dumitrița în germană Waltersdorf, în maghiară Kisdemeter.
- Ghinda în germană Windau, în maghiară Vinda.
- Jeica în germană Schelken, în maghiară Zselyk.
- Jelna în germană Senndorf, în maghiară Zsolna.
- Lechința în germană Lechnitz, în maghiară Szászlekence.
- Livezile în germană Jaad, în maghiară Jád.
- Mărișelu în germană Großendorf/Bistriz, în maghiară Sajomagyfalu.
- Monariu în germană Minarken, în maghiară Malomarka.
- Petriș în germană Petersdorf-Bistritz/Petersdorf/Peterschdref, în maghiară Petres.
- Satu Nou în germană Oberneudorf, Nösner-Neudorf, Neudorf [Nösnerland, Nösnergau] (g), în maghiară Felsőszászújfalu, Szászújfalu, Újfalu.
- Slătinița în germană Pintak/Bistriz, în maghiară Pintak.
- Sigmir în germană Schönbirk, în maghiară Szepnyir.
- Sângeorzu Nou în germană Sankt Georgen bei Lechnitz, în maghiară Szaszszentgyörgy.
- Sântioana în germană Johannisdorf, în maghiară Sajoszentivany.
- Tărpiu în germană Treppen, în maghiară Szasztorpeny.
- Tonciu în germană Tatsch, în maghiară Tacs.
- Unirea în germană Aldorf, Wallendorf.
- Vermeș în germană Wermesch, în maghiară Vermes.
- Viișoara în germană Heidendorf, în maghiară Besenyő.